# Paul Nevermann
Paul Nevermann (* 5. Februar 1902 in Klein Flottbek bei Altona; † 22. März 1979 in Puerto de la Cruz auf Teneriffa) war ein deutscher Politiker (SPD).

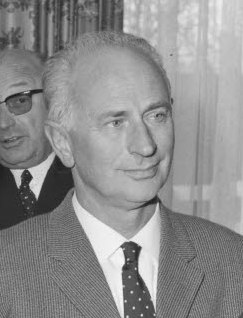
Paul Nevermann (Dez. 1963)

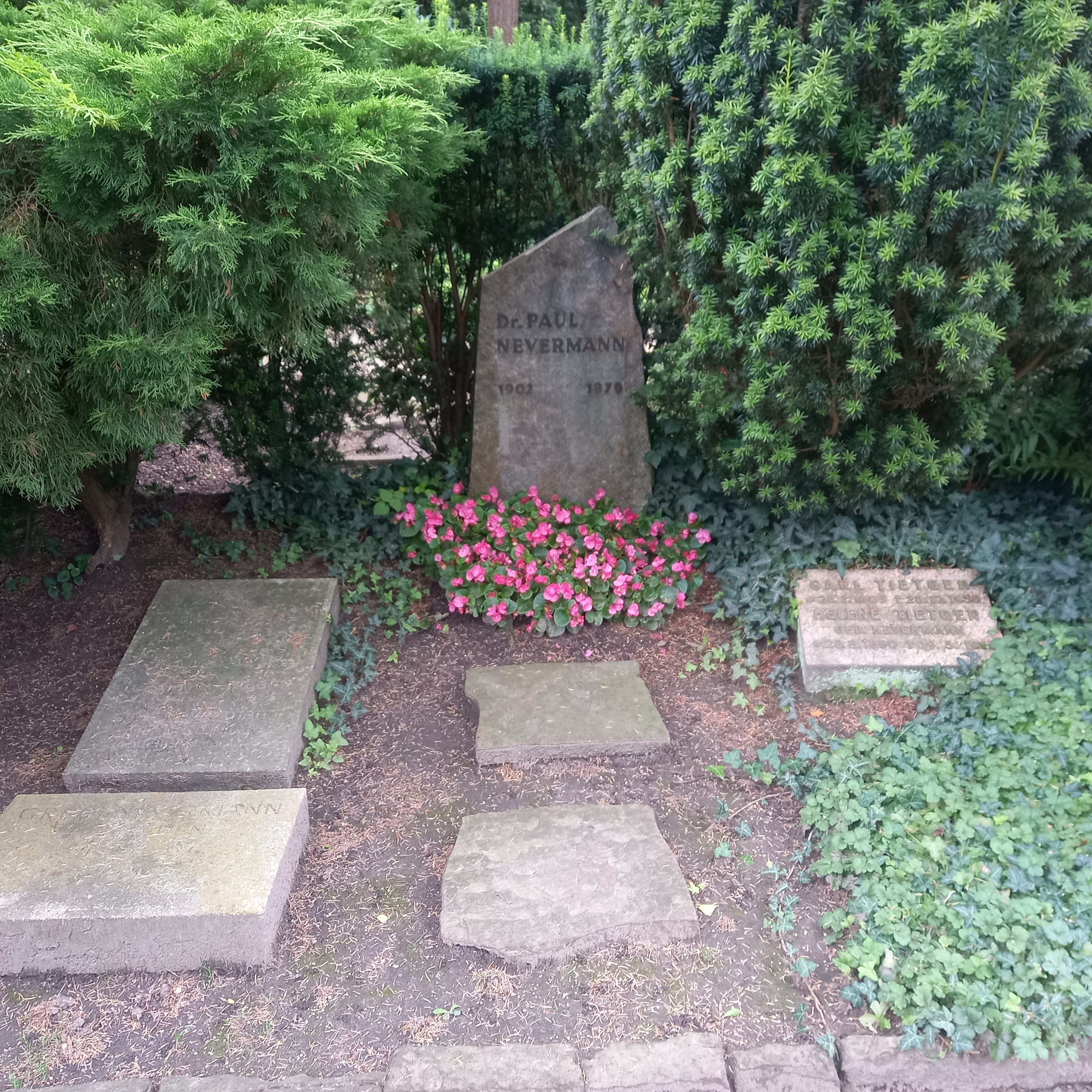
Das Grab von Paul Nevermann und seiner Ehefrau Grete geborene Faden im Familiengrab auf dem Nienstedtener Friedhof in Hamburg

Paul Nevermann war bereits in der Weimarer Republik aktiver Sozialdemokrat und verteidigte in den ersten Jahren des „Dritten Reiches“ in seiner Tätigkeit als Anwalt politisch Verfolgte. Während dieser Zeit wurde er durch seine politische Einstellung selbst zum Opfer des NS-Regimes. Nach dem Zweiten Weltkrieg gehörte er 28 Jahre lang der Hamburgischen Bürgerschaft an, war als Sozial- und vor allem als Bausenator tätig und übernahm von 1961 bis 1965 das Amt des Ersten Bürgermeisters der Stadt Hamburg. In die Zeit als Bürgermeister fielen mehrere für Hamburg prägende Ereignisse. Dramatisch war vor allem die Flutkatastrophe im Februar 1962. Daneben war die Spiegel-Affäre das zweite Ereignis, das bundesweite Beachtung fand. Innenpolitisch wurde ein größeres Mitspracherecht der Bürgerschaft in der Wirtschaftspolitik gefordert, die eine neue Ausrichtung haben sollte. Nach dem Ausscheiden aus der Parteipolitik wurde er zum Präsidenten des Deutschen Mieterbundes gewählt.

## Leben

### Kaiserzeit und Weimarer Republik

#### Jugend und Ausbildung
Paul Nevermann wuchs in der damaligen preußischen Gemeinde Klein Flottbek-Teufelsbrück (Kreis Pinneberg) auf. Er wurde als drittes Kind des ungelernten Brauereiarbeiters Johann Nevermann und seiner Frau Louise geboren. Der Vater war aktiver Gewerkschafter und Sozialdemokrat und musste wegen des schlechten Lohns auch am Sonntag stundenweise arbeiten. Neben dem proletarischen Vater war auch die Mutter regelmäßige Kirchgängerin. Paul Nevermann beschrieb in seinem Buch Metaller – Bürgermeister – Mieterpräsident seine Kindheit als harmonisch, trotz beengter Wohnverhältnisse. Sie wohnten in der Straße Lünkenberg Nr. 4 auf 25 m² mit Petroleumlicht und Wasser auf dem Hof. Ein wichtiger Ort und Lebensmittelpunkt in den Kinderjahren war neben der Wohnung für ihn die Elbe und das Elbufer. Er und seine Geschwister verbrachten dort viel Zeit am und auf dem Wasser. Die Volksschule besuchte er in Klein Flottbek. Dort wurde er im Schreiben von Aufsätzen von seinem Klassenlehrer gefördert und von ihm bereits als Journalist gesehen.
1917 wurde Paul Nevermann während des Ersten Weltkrieges konfirmiert. Im selben Jahr begann er die bis 1921 dauernde Lehre zum Schlosser und Maschinenbauer. Er war in einer Granatenfabrik in Bahrenfeld beschäftigt und musste häufig weit über 10 Stunden täglich arbeiten. Zudem kam der so genannte Rübenwinter 1916/17, in dem die Lebensmittelknappheit dramatisch wurde. Im November 1918 ereignete sich die Novemberrevolution und auch der Bahrenfelder Betrieb wurde von berittenen Matrosen stillgelegt.
Nach dem Krieg und der Revolution entstand auch in dem Betrieb von Paul Nevermann ein Betriebsrat. Dieser war für die 30 Lehrlinge der Fabrik nicht offen, und sie entschieden sich für die Gründung eines Lehrlingsrates. Nevermann wurde zum Vorsitzenden des Gremiums gewählt. In diesem Zuge trat er auch in den Metallarbeiterverband ein und wurde als Lehrlingsvertreter zu dessen Funktionärsversammlungen eingeladen. Sein Arbeitgeber entließ ihn 1921 wegen seines gewerkschaftlichen Engagements sofort nach Ende der Lehrzeit.

#### Arbeit und Studium
Paul Nevermann arbeitete in der Metallindustrie. Als er arbeitslos wurde, besuchte er ab 1923 den Arbeiter-Abiturientenkurs des Hamburger Senats und beendete diesen erfolgreich im Jahr 1926. Dieser Kurs ermöglichte erstmals in Deutschland Menschen mit Ausbildungsberufen auf dem zweiten Bildungsweg das Erreichen des Abiturs. Problematisch für Nevermann war in dem Kurs seine Vorbildung. Auf seiner Volksschule gab es keinen Sprachunterricht, den er aber für den Abschluss brauchte und mühsam nachholen musste. Während dieser Zeit arbeitet er für seinen Lebensunterhalt als Anzeigenwerber für eine Hamburger Zeitung. Später erhielt er ein Stipendium der Stadt Hamburg von 100 Reichsmark. Ein Förderer und „väterlicher Freund“ wurde in diesem Abschnitt seines Lebens der Hamburger Staatsrat Alexander Zinn.
Paul Nevermann studierte direkt nach dem bestandenen Abitur Rechtswissenschaft in Hamburg und Innsbruck. 1930 erfolgte seine Promotion bei Rudolf Laun mit einer verfassungsrechtlichen Untersuchung zum Dr. jur. Seine Arbeit hatte den Titel: Die Auflösung der Hamburger Bürgerschaft im Jahre 1927. Eine Studie zum Wahlrecht und zur Auslegung der Reichsverfassung. 1931 beendete er sein Studium mit der Großen juristischen Staatsprüfung. 1932 wurde er beim Hamburger Arbeitsamt als Assessor in den Staatsdienst übernommen.

#### Politik in der Weimarer Republik
Paul Nevermann war aktives Mitglied der sozialdemokratischen Jugendbewegung. Er gehörte ab 1918 erst dem Arbeiterjugendbund (AJ) der SPD an. Nach der Vereinigung mit der USPD-nahen Sozialistischen Proletarierjugend (SPJ) zur gemeinsamen Sozialistischen Arbeiter-Jugend (SAJ) war er auch dort aktiv. Nevermann sah rückwirkend die politische Aufgabe in der Errichtung einer sozialistischen Gesellschaftsordnung auf demokratischem Wege. Neben der politischen Forderung war aber auch die Geselligkeit ausschlaggebend für seine Mitgliedschaft. Er schreibt, dass „ernste Arbeit und Frohsinn […] keine Gegensätze“ seien.
1920 trat er der SPD und später auch dem Reichsbanner Schwarz-Rot-Gold bei. Auch in der Zeit seines Studiums engagierte Nevermann sich politisch und war im Sozialistischen Studentenbund aktiv. Er gehörte dem Vorstand des Altonaer SPD-Ortsvereins an, in dem unter anderen auch der damalige Altonaer und spätere Hamburger Bürgermeister Max Brauer vertreten war. 1932 wurde er als Kandidat für den Preußischen Landtag aufgestellt, konnte aber nicht in das Parlament in Berlin einziehen. Ein Jahr später wurde er jedoch für seine Partei in die Altonaer Stadtverordnetenversammlung gewählt.

#### Hochzeit und Familie
1930 heirateten Paul Nevermann und Grete Faden (1907–1973). Aus der Ehe, die nach 1965 geschieden wurde, stammen die drei Kinder Jan Nevermann (1935–2018), Anke Fuchs (1937–2019) und Knut Nevermann (1944–2024). Wie der Vater gingen alle drei Kinder in die Politik und traten der SPD bei. Jan Nevermann wurde Stadtrat und von 1990 bis 1996 Bürgermeister von Pinneberg, Anke Fuchs war Staatssekretärin und ein halbes Jahr Bundesministerin für Jugend, Familie und Gesundheit und Knut Nevermann wurde seit 1988 in verschiedene hohe Ämter der Länder Hamburg, Sachsen und Berlin berufen.
Zum Freundeskreis des Ehepaars Nevermann gehörten Charlotte und Carl Burmester, deren Kinder Greta und Jens-Peter zeitweise mitbetreut wurden.

### Zeit des Nationalsozialismus
1933 musste Paul Nevermann bereits wieder von seinem Posten als Staatsdiener zurücktreten. Er wehrte sich dagegen, sich den neuen Machthabern anpassen zu müssen und der NSDAP beizutreten. Er kam dem unausweichlichen Rauswurf zuvor und machte sich als Rechtsanwalt selbständig. Trotzdem war er weiterhin im Visier des NS-Regimes. Er stand unter Polizeiaufsicht mit täglicher Meldepflicht. Eine seiner Hauptaufgaben als Anwalt war die Verteidigung von kommunistischen und sozialdemokratischen Politikern sowie deren Sympathisanten. Er konnte damit einige der Angeklagten vor noch höheren Strafen bewahren.
1935 wurde ihm wegen seiner politischen Tätigkeit während der Weimarer Republik das Verbot erteilt, in Hochverratsprozessen als Verteidiger aufzutreten. Er musste später seine Arbeit als Anwalt vollständig aufgeben, nachdem die Kanzlei in der Kaiser-Wilhelm-Straße ausgebombt war und er selbst auf der Stülckenwerft zur Arbeit zwangsverpflichtet wurde.
Im Zusammenhang mit dem Attentat vom 20. Juli 1944 auf Adolf Hitler und der im Anschluss erfolgten Aktion Gewitter wurde Nevermann für zwei Wochen vorübergehend verhaftet und in ein Konzentrationslager eingeliefert.

### Nachkriegszeit und Bundesrepublik

#### SPD Hamburg
Nach dem Ende des Zweiten Weltkrieges wurde Nevermann am 27. Januar 1946 auf dem Hamburger SPD-Parteitag in den Landesvorstand gewählt. Von 1966 bis 1970 übernahm er den Landesvorsitz der Hamburger SPD. Von 1967 bis 1976 war er geschäftsführendes Vorstandsmitglied der sozialdemokratischen Bundesarbeitsgemeinschaft für Städte- und Wohnungsbaupolitik.
Zum ersten „Reichsparteitag“ der SPD nach dem Krieg wurden 15 Delegierte aus Hamburg in einer Urwahl von allen Mitgliedern bestimmt. Paul Nevermann erhielt von den gewählten Sozialdemokraten das zweitbeste Ergebnis nach Karl Meitmann. Der Parteitag wurde vom 9. bis 11. Mai 1946 in Hannover abgehalten und war das erste Zusammentreffen der SPD aus allen Teilen der drei westlichen Besatzungszonen. Zum nächsten „Reichsparteitag“ vom 29. Juni bis 2. Juli 1947 wurden 18 Delegierte aus Hamburg gesendet. Diesmal erfolgte die Wahl nicht per Mitgliederentscheid, sondern auf dem Hamburger Landesparteitag (18. Mai 1947). Nevermann konnte die meisten Stimmen des Parteitages auf sich vereinen. Bei der Delegiertenwahl zum Parteitag, der vom 11. bis 14. September 1948 in Düsseldorf abgehalten wurde, konnte er nur noch das drittbeste Ergebnis erzielen. Vor ihm lagen Marta Damkowski und Walter Schmedemann.
Nachdem Karl Vittinghoff 1966 eine weitere Kandidatur abgelehnt hatte, konnte Paul Nevermann den Vorsitz des Landesverbandes der SPD für sich gewinnen. In der Wahl zum Landesvorsitzenden setzte er sich bei einer Kampfabstimmung gegen den späteren Bundeskanzler Helmut Schmidt durch. Schmidt wurde von mehreren Hamburger Parteikreisen als Kandidat benannt und Paul Nevermann vom Kreis Nord. Schmidt selbst, zu der Zeit Fraktionsvorsitzender der SPD-Bundestagsfraktion, machte nie ein Hehl daraus, mehr Einfluss auf die Parteipolitik seiner Heimatstadt ausüben zu wollen. Er traf dabei aber vor allem bei Herbert Wehner auf Widerstand. Dieser wollte nicht, dass Schmidt sich aus der Bundespolitik zurückziehe, da er das bundespolitische Potenzial Schmidts gefährdet sah.
Nevermann dagegen schrieb in seinen Aufzeichnungen, dass er sich zunächst nicht zur Wahl hatte stellen wollen. Als aber eine Hamburger Zeitung das Wahlergebnis vorwegnahm und Helmut Schmidt bereits zum neuen Landeschef ausrief, habe er sich so sehr geärgert, dass er seine Meinung revidierte und kandidierte. Nevermann gewann dann gegen die Empfehlung des Landesvorstandes auf dem Landesparteitag im Mai 1966 mit 176 zu 139 Stimmen. Die Wahl wurde nicht nur in Hamburg, sondern bundesweit beachtet. Der von der Welt am Sonntag als Favorit genannte Schmidt konnte sich gegen den vor erst einem Jahr zurückgetretenen Bürgermeister nicht durchsetzen. Nevermann selbst beschreibt die Gründe in einem Interview mit dem Abendecho:
„Aber ich glaube, daß viele Delegierte Wehners Worten gefolgt sind, Schmidt werde in Bonn gebraucht und soll sich nicht in Hamburg verzetteln.“
Am 20. Juni 1970 legte er das Amt nieder. Dieser Schritt war schon länger vorbereitet. Bereits im April des Jahres beschreibt Die Zeit rückblickend seine Amtsführung:
„Nevermann, als Parteichef mehr tüchtig und fleißig als glänzend, verstand es, Unzufriedenheit unter den Genossen aufzufangen und zu kanalisieren. Unter seiner Führung kannte Hamburgs SPD keine Flügelkämpfe. Die Partei verwaltete sich selbst, politische Programme überließ sie weitgehend Senat und der Bürgerschaft.“

#### Bürgerschaft und Senat
Nach der NS-Diktatur wurde Paul Nevermann am 6. November 1945 zum Senator der Sozialbehörde im von Rudolf Petersen (später CDU) geführten Senat eingesetzt. Der Bürgermeister und der gesamte Senat wurden im Laufe des Jahres 1945 von der britischen Besatzungsmacht ernannt. Die erste Wahl für die Hamburger Bevölkerung sollte erst später stattfinden. Nevermann hatte die Monate seit Ende des Krieges als Senatsdirektor im Fürsorgeamt gearbeitet und kannte dadurch vor Antritt seines Dienstes Teile seines neuen Arbeitsbereiches.

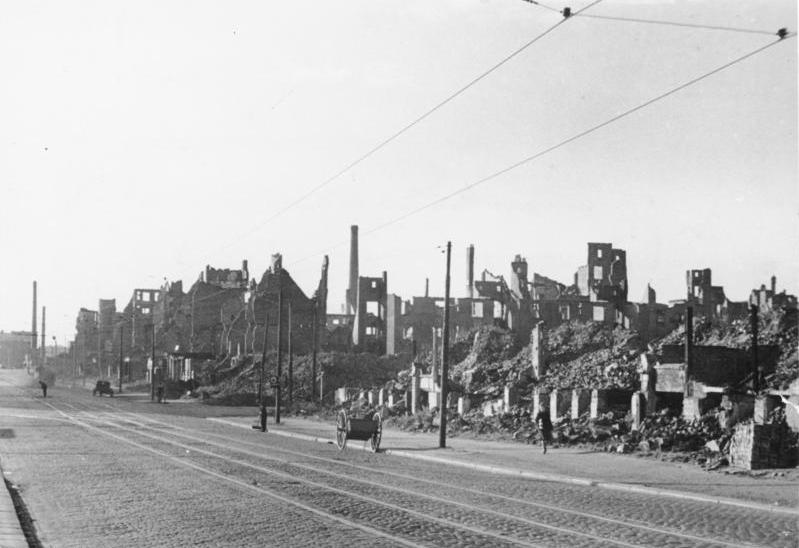
Zerstörtes Hamburg: Der Wiederaufbau war die zentrale Aufgabe für Paul Nevermann als Bausenator.

Die Hauptaufgabe auf seinem Posten war die Koordinierung der Hilfeleistungen für die wohnungslose und hungerleidende Hamburger Bevölkerung. Seine Behörde kümmerte sich um den Aufbau der von den Engländern bereitgestellten Nissenhütten. Nevermann beschrieb später diese Zeit als sehr hart. Vor allem die „Aktion Doppeleiche“, bei der ein Teil der nach Hamburg gekommenen auswärtigen Flüchtlinge zwangsweise nach Dithmarschen und Eiderstedt umquartiert wurde, schilderte er als „eine furchtbare Angelegenheit“. Rückblickend auf das erste Jahr nach Beendigung des Krieges sagte er in der letzten Sitzung der Ernannten Bürgerschaft:
„Es ist ja die historische Tragik der demokratischen Kräfte, daß sie immer dann ihre Aufgabe antreten müssen, wenn ein autoritäres Staatssystem ein Volksvermögen in die Luft gepulvert hat.“
Zusätzlich war in der Stadt die Versorgung mit Nahrung katastrophal. Nevermann war als Senator der Sozialbehörde an den Verhandlungen über die Kalorienhöhe beteiligt. Er ließ sich bei diesen zum Teil schwierigen Gesprächen zu dem Satz verleiten:
„Ich hätte die Engländer so eingeschätzt, daß sie gekommen sind, uns zu befreien, und nicht, uns gleichzustellen in der Kalorienzahl im Konzentrationslager“.
Im Februar wurde er neben seinem Senatorenposten für die SPD in die Ernannte Bürgerschaft berufen. Er blieb dann ab der ersten freien Wahl im Oktober 1946 durchgehend bis 1974 Mitglied der Hamburgischen Bürgerschaft. In der Zeit der ernannten Bürgerschaft war neben den sozialen Themen, die Nevermann tagtäglich in seiner Aufgabe als Senator miterlebte, einer der Hauptpunkte die Verhandlungen um eine neue Verfassung für Hamburg. Bei der ersten Beratung um die entstehende Verfassung wurde er für den 20. März 1946 als Redner für seine Fraktion aufgestellt. Er sagte unter anderem:
„Die verfassungslose, die schreckliche Zeit ist überwunden. Das politische Leben soll wieder auf breite Basis eines staatsrechtlichen Grundgesetzes gestellt werden. Wir wollen damit bekunden, daß wir gewillt sind, Deutschland und Hamburg wieder zu einem Rechtsstaat auszubauen. Mancher wird uns allerdings in diesen Tagen fragen, ob wir nichts Besseres zu tun haben, als mit 1009 Kalorien an die Arbeit einer Verfassungsgesetzgebung zu gehen.“
Im Spätsommer des Jahres gehörte Nevermann zu der Gruppe von Sozialdemokraten, die für den Wahlkampf und die Zeit nach der ersten Bürgerschaftswahl im Oktober das Parteiprogramm erarbeiteten. Neben ihm gehörten dem leitenden Ausschuss die Politiker Karl Meitmann, Erich Klabunde und Gerhard Weisser an.

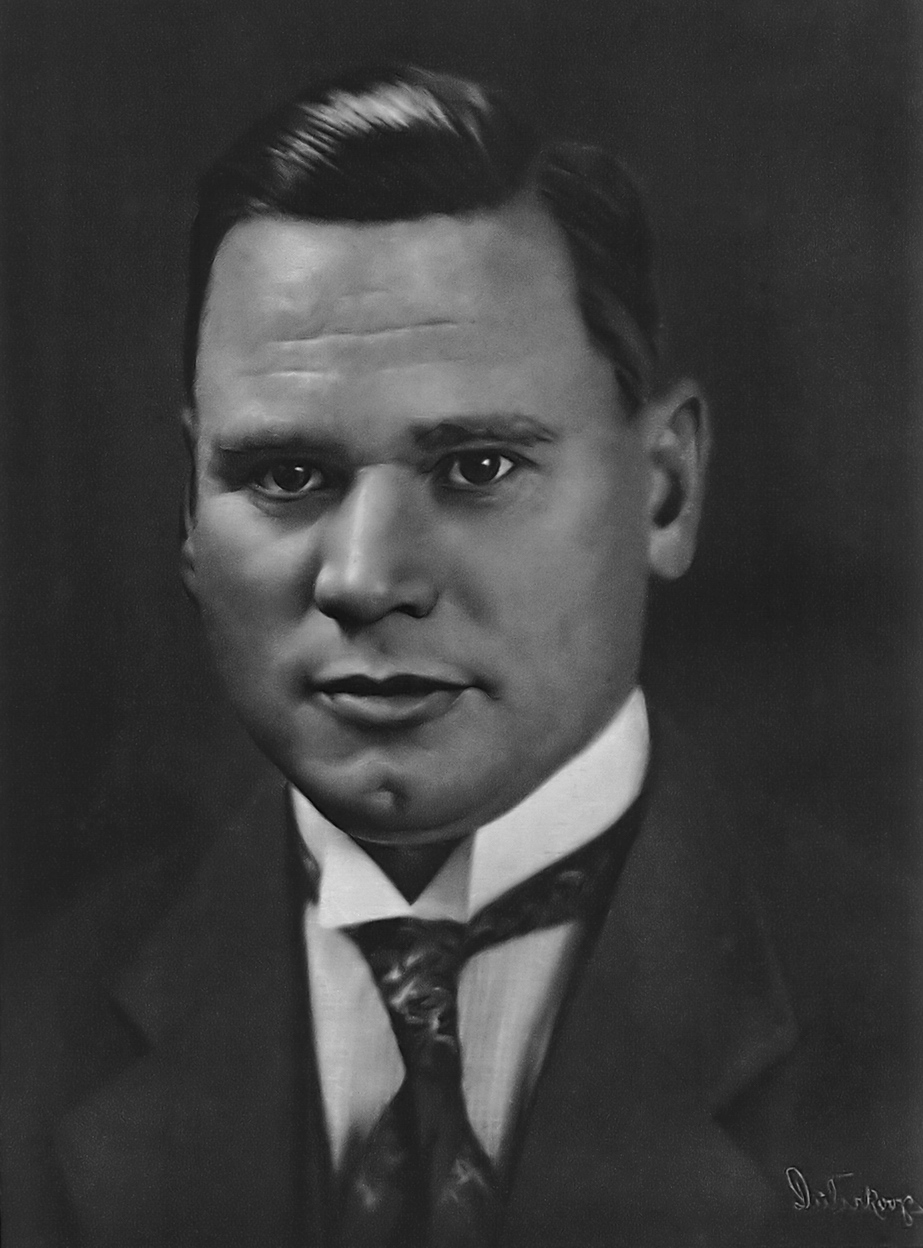
Max Brauer, Hamburger Bürgermeister von 1946 bis 1953 und 1957 bis 1960, Nevermann war mit Unterbrechung insgesamt zehn Jahre unter ihm Bausenator.

Nach der Bürgerschaftswahl 1946 übernahm er auf Bitten und Drängen des SPD-Fraktionsvorsitzenden Erich Klabunde am 15. November 1946 das Amt des Senators für Bau- und Wohnungswesen. Die Koalition zwischen SPD und FDP war in der Partei umstritten, weil das Ergebnis bei der Wahl für eine Alleinregierung der Sozialdemokraten ausgereicht hätte. Nevermann unterstützte den neuen Ersten Bürgermeister Max Brauer in seiner Entscheidung und der Einschätzung, dass eine Koalition mehr Rückhalt in der Bevölkerung hätte.
Als Bausenator gab er in einer Ansprache am Ende des strengen Winters 1946/47 das ehrgeizige Ziel aus, dass im nächsten Winter keiner mehr in Kellerräumen wohnen müsse. Bereits im Frühling war absehbar, dass durch die verzögerte Zulieferung von Baumaterial das Ziel nicht erreicht werden könnte. Es wurden zum Beispiel nur vier Prozent des angekündigten Kalks, Zementes oder der Ziegelsteine geliefert. Trotzdem wurden bis zum März des folgenden Jahres mehr als 35.000 zerstörte Wohnungen wieder bezugsfertig gemacht. Zum anderen wurden im Gegensatz zu anderen Städten die Aufräumarbeiten und die Schuttbeseitigung mechanisiert. So konnte Nevermann durch dieses effiziente Verfahren im Sommer 1947 die Innenstadt für trümmerfrei erklären.
In dem von Max Brauer bereits in der zweiten Wahlperiode geleiteten Senat übernahm er ab dem 28. Februar 1950 gleichzeitig das Amt des Zweiten Bürgermeisters der Freien und Hansestadt Hamburg. Er übernahm die Position von Christian Koch, der als FDP-Politiker seit November 1946 das Amt geführt hatte.
Bei der Bürgerschaftswahl 1953 verlor die SPD ihre Mehrheit an den Hamburg-Block, ein bürgerliches Wahlbündnis aus CDU, FDP und Deutscher Partei (DP). Bis 1957 war er hier Vorsitzender der SPD-Fraktion und damit auch Oppositionsführer gegen die Regierung von Kurt Sieveking. Der Erste Bürgermeister vor der Wahl und Spitzenkandidat der SPD Max Brauer hatte das Amt im Vorwege abgelehnt. Als Oppositionsführer waren seine Schwerpunkte weiterhin die noch nicht beendeten Aufbauarbeiten, der Wohnraummangel und die weiteren mannigfaltigen sozialen Probleme. So monierte er vor der Bürgerschaft im Anschluss an die erste Regierungserklärung des neuen Bürgermeisters:
„Was ist mit den Richtsatzmieten im sozialen Wohnungsbau? Was ist mit den Altmieten und dem Mietwert? Was ist mit dem Aufbauplan? … Wollen Sie den Generalbebauungsplan ändern? Beabsichtigen Sie, die Wohndichte zu ändern?“
Erich Lüth schrieb über die Arbeit Paul Nevermanns in der Bürgerschaft: Er
„entwickelt sich, immer sprungbereit und pointensicher, zum gefürchteten und respektierten Schrittmacher der oppositionellen Kritik.“
Unter der Führung des Fraktionsvorsitzenden Nevermann und des SPD-Bürgerschaftsabgeordneten John Leyding wurden in den Hamburger Bezirken so genannte Kontaktkonferenzen durchgeführt und die Bevölkerung über die oppositionelle Arbeit unterrichtet. Mit diesen Konferenzen konnte die Opposition einen entscheidenden Vorteil gegenüber dem in sich bröckelnden und in der Öffentlichkeit als zum Teil konfus angesehenen Hamburg-Block herausholen.
Bei der Bürgerschaftswahl 1957 konnte die SPD wieder die absolute Mehrheit erreichen. Paul Nevermann wurde sogar von den ehemaligen Führern des Hamburg Blocks darin bestätigt, entscheidenden Anteil an dem Erfolg der SPD gehabt zu haben. Es kam trotz der Möglichkeit einer alleinigen Regierung durch die Sozialdemokraten eine Koalition aus SPD und FDP zustande. Nevermann wurde am 21. Dezember 1957 erneut zum Senator für Bau- und Wohnungswesen in den dritten von Max Brauer geführten Senat gewählt.

#### Bürgermeister 1961 bis 1965

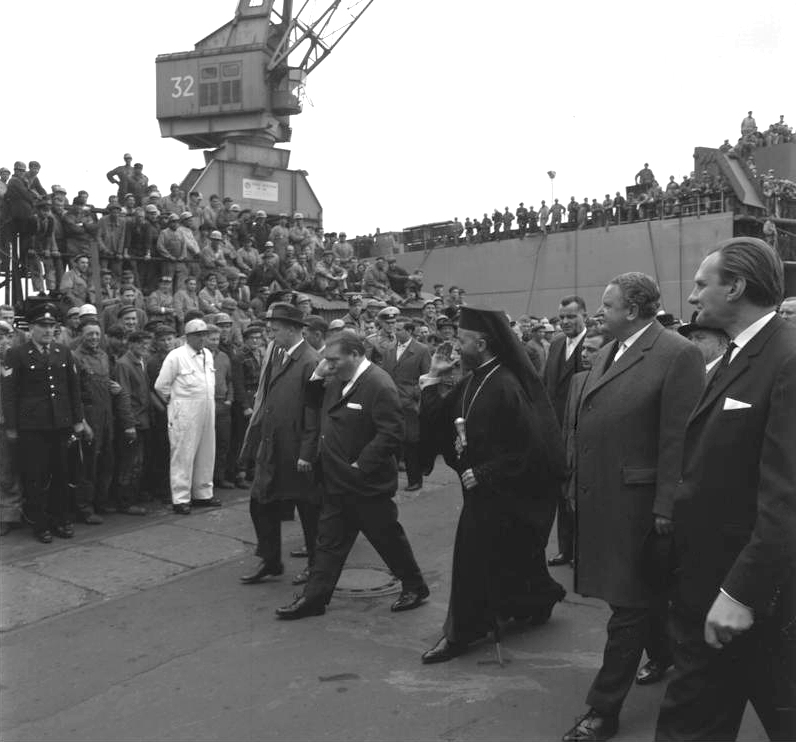
Nevermann mit dem zypriotischen Staatspräsidenten Makarios III. (Mai 1962)

Bereits nach der Wahl 1957 wurde festgelegt, dass Max Brauer sein Bürgermeisteramt innerhalb der Wahlperiode an Paul Nevermann abgeben würde. Am 23. Dezember 1960 wurde Nevermann wie abgesprochen zum neuen Hamburger Ersten Bürgermeister und Regierungschef gewählt. Er übernahm am 2. Januar 1961 die Geschäfte. Nevermann hatte von Anfang an einen anderen Regierungsstil als sein Vorgänger. Er war überzeugt, dass eine der Grundlagen für die künftige Politik eine gute Kommunikation zwischen allen gesellschaftlichen Lagern sein müsse. In einer Art „Gesprächsoffensive“ ging er mit „Sachkenntnis, gewinnenden Umgangsformen und einer guten Portion Charme“ auf seine Gesprächspartner zu. Er verbesserte dadurch die Zusammenarbeit mit der von Konrad Adenauer geführten Bundesregierung, aber auch mit den Landesregierungen von Schleswig-Holstein und Niedersachsen.

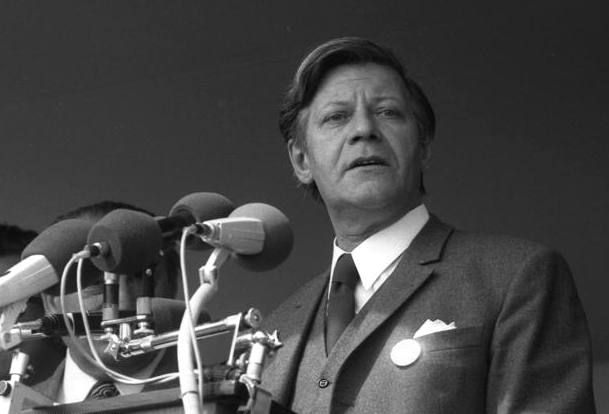
Helmut Schmidt (1973), von 1961 bis 1965 Hamburger Innensenator unter Paul Nevermann

In der Zeit zwischen Herbst 1962 und Frühjahr 1963 wurde Paul Nevermann, aber auch der Rest des Senats, von der Bürgerschaft (und nicht nur von der Opposition) für seine Wirtschaftspolitik getadelt. In den Reihen der Parlamentarier wurde immer wieder angemahnt, dass Hamburgs Regierung sich nicht nur als Gemeindevertretung verstehen solle und sich nicht nur mit kommunalen Belangen befassen dürfe. Vielmehr wurde gerade vom Ersten Bürgermeister eine engere Zusammenarbeit mit den anderen Nordländern (Schleswig-Holstein, Niedersachsen und Bremen) eingefordert. Es müsse eine länderübergreifende Förderung der Regionalpolitik geben, um jeden einzelnen Standort zu sichern. Zudem bedürfe es einer Wirtschaftsgemeinschaft norddeutscher Länder, um dieses Ziel auf höchster Ebene anzustreben. Das Thema sollte die folgenden Bürgermeister sowie Senat und Bürgerschaft noch weitere Jahrzehnte beschäftigen.
In die Amtszeit Nevermanns fällt die Hamburger Sturmflutkatastrophe von 1962, bei der 315 Menschen ums Leben kamen. Es war in Hamburg das dramatischste Ereignis der Nachkriegszeit. Nevermann hielt sich zur Kur in Bad Hofgastein auf und erfuhr erst am Morgen des 17. Februar von der Katastrophe. Er brach seinen Aufenthalt ab und wurde mit einer Bundeswehrmaschine nach Hamburg geflogen. Nach seiner Ankunft hatte der zu diesem Zeitpunkt noch als Polizeisenator tätige Helmut Schmidt die Fäden der Katastrophenhilfe und deren Koordinierung bereits in die Hand genommen. Nevermann ließ ihn gewähren und arbeitete ihm zu, auch wenn Schmidt deutlich zeigte, dass er den Bürgermeister eher als störend empfand. Schmidt kam zugute, dass er in den Vorbereitungen zur Umwandlung der Polizeibehörde in eine Innenbehörde involviert war. Dort sollte auch der Katastrophenschutz neu geordnet werden, wodurch ihm das Arbeitsgebiet bereits vertraut war. Nevermann stellte sich bei den folgenden Pressekonferenzen in den Hintergrund und ließ meist seinen Senator die einleitenden Sätze sagen. Nevermann verteidigte auch immer, trotz später eingestandener Zweifel, dass der Einsatz der Hilfskräfte, vor allem der Bundeswehr, verfassungskonform gewesen sei. In direkter Reaktion auf die Flutkatastrophe und auf Drängen von Schmidt wurde bereits drei Wochen später der Gesetzentwurf für die Errichtung einer Behörde für Inneres verabschiedet.
Einer der repräsentativen Höhepunkte der Amtszeit war der Besuch des französischen Staatspräsidenten Charles de Gaulle am 7. September 1962. Im Rahmen eines vom 4. bis 9. begangenen Staatsbesuches in Deutschland besuchte de Gaulle einen Tag die Hansestadt und wurde von 30.000 Menschen auf dem Rathausplatz empfangen. Nevermann begleitete den Präsidenten auf einer Hafenrundfahrt, bei einem Besuch im Hamburger Rathaus und zu einem Empfang mit Mitgliedern der Führungsakademie der Bundeswehr. In den Gesprächen zwischen de Gaulle und der Hamburger Führung ging es um eine engere militärische Bindung, aber auch um wirtschaftliche Interessen.
Die Spiegel-Affäre im Herbst 1962 wurde in dem sozial-liberalen Senat um den Ersten Bürgermeister mit Entrüstung aufgenommen. Paul Nevermann forderte in einem Blitzfernschreiben an den Bundeskanzler Konrad Adenauer: „Es ist dafür zu sorgen, daß das Erscheinen der Zeitschrift nicht verhindert wird.“ Weiter verlangte er, dass keine Vorzensur vorgenommen werden dürfe.

#### Die Presse und der Rücktritt am 9. Juni 1965
Der Rücktritt vom Bürgermeisteramt im Sommer 1965, einem dreiviertel Jahr vor der nächsten Bürgerschaftswahl, war eine Mischung aus persönlichem Entschluss sowie einem von Axel Springer und der Bild-Zeitung aufgebauschten Skandal. Der Auslöser für die mediale Aufmerksamkeit um Nevermann war der Besuch der britischen Königin Elisabeth II. am 28. Mai 1965 in Hamburg. Bei den Vorbereitungen des Besuches war bekannt geworden, dass das Ehepaar Nevermann seit längerer Zeit getrennte Wege ging und Grete Nevermann sich weigerte, ihre Repräsentationsaufgaben als Bürgermeistergattin zu erfüllen. Das klassische Protokoll sah den Empfang von Staatsgästen durch den Ersten Bürgermeister und seine Gattin vor. Trotz eines zwischen London, Hamburg und der Bundeshauptstadt Bonn ausgehandelten Protokoll-Kompromisses skandalisierte die Presse des Axel-Springer-Verlages den Vorgang. Der Kompromiss sah vor, dass anstelle von Grete Nevermann die Ehefrau des Zweiten Bürgermeisters Edgar Engelhard (FDP) an der Seite Nevermanns stehen sollte.
Auslöser für die Abneigung Axel Springers gegen Paul Nevermann war der Konflikt um das Privatfernsehen. Der Hamburger Medienunternehmer und die Rundfunkkommission des Verbandes der Zeitungsverleger forderten ein werbefinanziertes privates Fernsehprogramm. 1964 setzte die Konferenz der Ministerpräsidenten, deren Vorsitz damals Paul Nevermann innehatte, eine Kommission ein, die über den Antrag beraten und Anhörungen durchführen sollte. Der Kommission gehörten neben Paul Nevermann noch die Ministerpräsidenten Helmut Lemke (CDU) und Georg August Zinn (SPD) an. Die Kommission hielt die Überlegungen zum Privatfernsehen für nicht realisierbar. Auf ihren Bericht hin lehnten die Ministerpräsidenten den Antrag auf Zulassung eines privaten Fernsehsenders einstimmig ab. Paul Nevermann traf sich kurze Zeit nach dieser Entscheidung mit einem aufgebrachten Axel Springer. Dieser sagte nach Angaben von Nevermann: „Und ich habe Sie so geschätzt!“ sowie „Warum haben Sie das beschlossen? Das vergesse ich Ihnen nie!“
Bereits am Tag des Besuches von Königin Elisabeth in Hamburg schrieb Heinz Maenz (Korrespondent der amerikanischen Nachrichtenagentur Associated Press) in der Bild-Zeitung: „In politischen Kreisen der Hansestadt haben sich die Diskussionen auf die Frage eines Rücktritts Nevermanns sowie seiner Nachfolge zugespitzt.“ Das Hamburger Abendblatt meldete, dass Nevermann die Repräsentanz Hamburgs in Gefahr gebracht habe; die Die Welt behauptete, durch Nevermann sei Hamburg in eine peinliche Situation geraten.
Die übrige Presse stimmte den Einschätzungen der Springer-Medien nicht zu, sondern griff vor allem das Verhalten der Springer-Presse an. Einige Tage nach dem Staatsbesuch schrieb zum Beispiel die damals noch im Besitz der SPD befindliche Hamburger Morgenpost: „Es war nicht gerade hanseatisch, was während des Besuches der englischen Königin in Hamburg an Schädigung des Ansehens unseres Bürgermeisters versucht wurde. Eine unglückliche Verkettung privater Schwierigkeiten Dr. Nevermanns sollte um jeden Preis zu einer Staatsaffäre aufgebauscht werden.“
Die Hamburger Sozialdemokraten hielten zum Ersten Bürgermeister, aber aus Bonn kamen kritische Stimmen und die Bitte nach einem Rücktritt. Herbert Wehner bat Nevermann unverblümt, zum Schutze der Partei sein Amt niederzulegen. Diesem Druck beugte Nevermann sich schließlich. Eine Findungskommission entschied sich bereits am 3. Juni für einen Nachfolger. Schon am 9. Juni 1965 trat Paul Nevermann offiziell zurück und übergab die Amtsgeschäfte an Herbert Weichmann. Ein paar Tage nach dem Rücktritt urteilte die Wochenzeitung Die Zeit: „Der Fall Nevermann ist heute bis zur Unkenntlichkeit eingehüllt in Schwulst und Verlogenheit.“

#### Mieterpräsident
Paul Nevermann war von 1967 bis zu seinem Tod 1979 Präsident des Deutschen Mieterbundes. Zusammen mit dem Direktor des Mieterbundes wurde die Öffentlichkeitsarbeit verstärkt. Presseveröffentlichungen, Protestkundgebungen und Dokumentationen waren nun ein Hauptteil der Arbeit im Mieterbund. Bereits während seiner Arbeit als Abgeordneter, Senator und Bürgermeister sah Nevermann als eine seiner Aufgaben die Interessen der Mieter zu vertreten. Das brachte ihm früh den Spitznamen „Mieten-Paule“ und später „Lohntüten-Paule“ ein.

### Auszeichnungen
Paul Nevermann erhielt 1967 das DRK-Ehrenzeichen. Innerhalb Hamburgs wurde ihm für seine Verdienste als Politiker, aber vor allem auch als Interessenvertreter der Mieter 1972 die Bürgermeister-Stolten-Medaille verliehen. Daneben war er auch international anerkannt. Er wurde Ehrenbürger der Städte San Francisco, New Orleans, Kansas City, Chicago und des Staates Texas.

### Tod und Gedenken

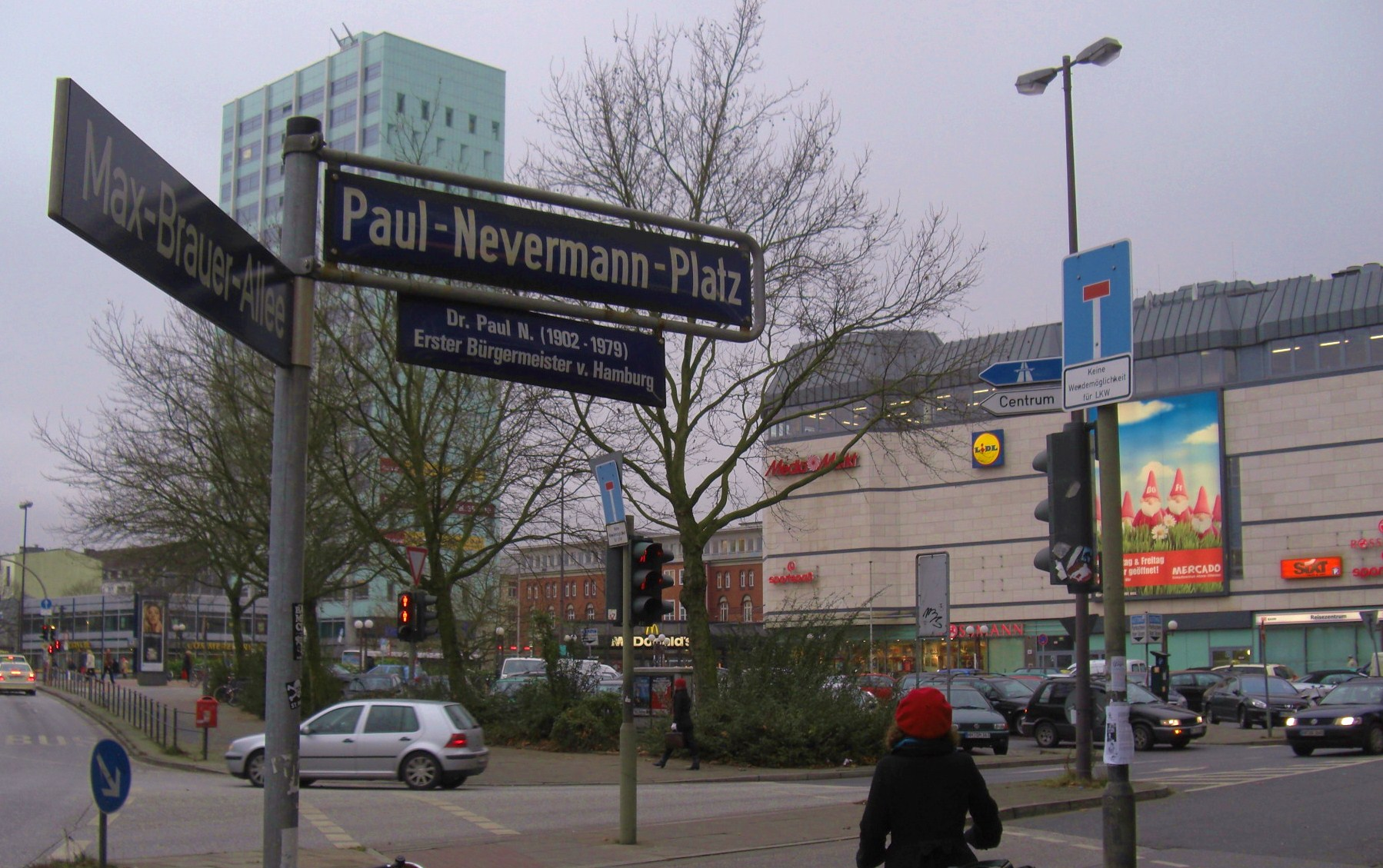
Paul-Nevermann-Platz in Hamburg-Altona

Paul Nevermann starb am 22. März 1979 auf seinem Altersruhesitz „Buen Retiro“ in Puerto de la Cruz auf Teneriffa. Bestattet wurde er auf dem Nienstedtener Friedhof in Hamburg.
1984 wurde der Altonaer Bahnhofsplatz westlich der Max-Brauer-Allee nach ihm benannt.
Zu seinem 100. Geburtstag im Jahre 2002 sagte der Bürgermeister Ole von Beust bei der Gedenkstunde des Senats unter anderem: „Ohne seine unermüdliche Tatkraft wäre der Wiederaufbau Hamburgs undenkbar gewesen.“ und „Paul Nevermann ist noch heute einer der populärsten Bürgermeister, die Hamburg je hatte. Nicht, weil seine Entscheidungen populär gewesen wären, sondern weil seine Entscheidungen glaubwürdig waren. Darin ist er uns allen Vorbild. Dafür sind wir ihm dankbar.“

## Veröffentlichungen von Paul Nevermann
- Die Auflösung der Hamburger Bürgerschaft im Jahre 1927. Eine Studie zum Wahlrecht und zur Auslegung der Reichsverfassung. [o. Verlagsangabe], Hamburg 1931 (zugleich Dissertation an der Universität Hamburg, 1931).
- Metaller – Bürgermeister – Mieterpräsident. Rosinen aus meinem Lebenskuchen. Verlag Deutscher Mieterbund, Köln 1977.